# NGC 5674
NGC 5674 is een balkspiraalstelsel in het sterrenbeeld Maagd. Het hemelobject werd op 12 mei 1793 ontdekt door de Duits-Britse astronoom William Herschel.

## Synoniemen
- UGC 9369
- MCG 1-37-31
- ZWG 47.96
- 8ZW 434
- IRAS 14313+0540
- PGC 52042